# 小林昭七
小林昭七（日语：／ Kobayashi Shōshichi，1932年1月4日—2012年8月29日），出生于山梨縣甲府市，是一名日本数学家，研究领域是黎曼流形、复流形、无穷李群。

## 生平
1953年小林毕业于东京大学数学系，1956年在华盛顿大学数学系获得哲学博士，毕业论文是《联络理论》（Theory of Connections）。

## 著作列表
- Hyperbolic Manifolds And Holomorphic Mappings: An Introduction(1970/2005)，World Scientific Publishing Company
- Transformation Groups in Differential Geometry(1972), Springer-Verlag
- ，1982年。
- Complex Differential Geometry(1983), Birkhauser
- Differential Geometry of Complex Vector Bundles(1987)，Princeton University Press
- ，1990年，日本評論社
- Foundations of differential geometry(1996)，与野水克己合著，John Wiley & Sons, Inc.
- Hyperbolic Complex Space(1998)，Springer
- ，2005年，日本岩波書店